# Chu Fu-Sung
Chu Fu-Sung (chinesisch 朱抚松, Pinyin Zhū Fŭsōng; * 15. Januar 1915 in Hubei; † 14. Juni 2008) war ein  Politiker und Diplomat der Republik China.

## Leben
Chu Fu-Sung war Bachelor der Soziologie der Shanghai-Universität. Von 1952 bis 1956 leitete er die Abteilung Information des Außenministeriums in Taiwan. Von 1956 bis 1960 war er Gesandtschaftsrat in Washington, D.C. Von 1960 bis 1962 war er Gesandtschaftsrat in Ottawa.
Von 1962 bis 1965 war er stellvertretender Außenminister in Taipeh. Von 1965 bis 1971 war er Botschafter in Madrid. Von 1971 bis 1974 war er Botschafter in Brasília. Von 1975 bis 1979 war er Botschafter in Seoul.
Er war vom 19. Dezember 1979 bis 22. April 1987 Außenminister von Taiwan. 2008 starb er im Alter von 93 Jahren.
| Vorgänger           | Amt                                                                   | Nachfolger    |
| ------------------- | --------------------------------------------------------------------- | ------------- |
| Chow Shu-kai        | Botschafter der Republik China in Madrid 1965 bis 1971                | Hsueh Yu-chi  |
| Shen YiShen         | Botschafter der Republik China in Brasilia 1971 bis 1974              | —             |
| General Lo Ying-teh | Botschafter der Republik China in Seoul 1975 bis 1979                 | —             |
| Chiang Yang-shih    | Außenminister der Republik China 19. Dezember 1979 bis 22. April 1987 | Ting Mao-shih |